# تومي دون
تومي دون (بالإنجليزية: Tommy Dunne)‏ هو لاعب كرة قدم بريطاني، ولد في 22 يونيو 1946 في غلاسكو في المملكة المتحدة، وتوفي بنفس المكان في 2001. لعب مع دندي يونايتد ونادي ألبيون روفرز ونادي دمبرتون ونادي ليتون أورينت.